# هایاته توما
هایاته توما (ژاپنی: 當麻 颯؛ زادهٔ ۲۱ آوریل ۲۰۰۲) یک بازیکن فوتبال اهل ژاپن است.
از باشگاه‌هایی که در آن بازی کرده‌است می‌توان به باشگاه فوتبال گامبا اوساکا اشاره کرد.